# Helenów (Białoruś)
Helenów (biał. Галянова, Halanowa; ros. Галеново, Galenowo) – chutor na Białorusi, w obwodzie grodzieńskim, w rejonie korelickim, w sielsowiecie Rajca.

## Historia
W dwudziestoleciu międzywojennym leśniczówka leżąca w Polsce, w województwie nowogródzkim, w powiecie nowogródzkim, w gminie Rajce. W 1921 miejscowość była zniszczona i niezamieszkała. Pojawia się jednak w skorowidzu, jako istniejąca przed wojną.
Po II wojnie światowej w granicach Związku Sowieckiego. Od 1991 w niepodległej Białorusi.